# اوليكسي توبشي
اوليكسي توبشي (بالأوكرانية: Олексій Петрович Тупчій)‏ (22 أغسطس 1986 في أوكرانيا - ) هو لاعب كرة قدم أوكراني في مركز الوسط. لعب مع شاختيور سوليجورسك ونادي بلشينا بوبرويسك ونادي غوميل ونادي فيتيبسك وFC Gorodeya ‏ وFC Dnepr Mogilev ‏.

## روابط خارجية
- اوليكسي توبشي على موقع اتحاد أوكرانيا (الإنجليزية)
- اوليكسي توبشي على موقع قاعدة بيانات كرة القدم.إي يو (الإنجليزية)
- اوليكسي توبشي على موقع Soccerway.com (الإنجليزية)